# Kostel svatého Jakuba (Neustadt in Sachsen)
Kostel svatého Jakuba (německy St.-Jacobi-Kirche) je evangelicko-luterský farní městský kostel v saském městě Neustadt in Sachsen. Novogotická sakrální stavba pochází z let 1883–1884, plány vypracoval architekt Gotthilf Ludwig Möckel. Nejstarší částí kostela je pozdně gotický presbytář z konce 15. století. Díky věži vysoké 65 metrů je nejvyšší stavbou ve městě.

## Historie
Neustadt je prvně zmiňován roku 1333 a předpokládá se, že již v této době stála na místě kostelního presbytáře malá kaple. První písemná zmínka o kostele pochází z roku 1346. V průběhu reformace začal roku 1539 sloužit evangelicko luterským bohoslužbám. Kostel procházel průběžnou údržbou, celkové rekonstrukce proběhly v letech 1495 a 1648. I přesto se jeho stavební stav v polovině 19. století zhoršil natolik, že bylo roku 1860 rozhodnuto o jeho přestavbě. Než k ní však došlo, zchátral kostel natolik, že začal ohrožovat návštěvníky. Představení církevní obce rozhodli na svém zasedání dne 19. června 1882, že si zapůjčí částku 75 000 marek, aby pokryli náklady na výstavbu nového svatostánku. Tato suma však nestačila a konečná částka činila 191 859 marek 84 feniků.
Výstavba nového kostela začala 27. března 1883 a trvala 15 měsíců. Plány, včetně uspořádání interiéru, zhotovil německý architekt Gotthilf Ludwig Möckel (1838–1915), vedením stavby byl pověřen drážďanský stavitel Georg Rudolf Vogel. Kostel vysvětil během slavnostní bohoslužby superintendent Dr. Blochmann na první adventní neděli roku 1884, která připadla na 30. listopadu. V letech 2004–2007 prošla stavba celkovou rekonstrukcí. 
Kostel svatého Jakuba je farním kostelem Evangelicko-luterské církevní obce Neustadt in Sachsen. Bohoslužba se koná v neděli v 9.30 hodin, příležitostně jsou pořádány také koncerty. Stavba je chráněna jako kulturní památka pod číslem 09253489.

## Popis

### Exteriér
Orientovaný jednolodní kostel je novogotický, pozdně gotický presbytář pochází z konce 15. století a prošel pozdějšími úpravami. Ze starého tak kostela zůstal zachován pouze presbytář, na který skrze nově vytvořený vítězný oblouk navázala zcela nově koncipovaná loď. Na jižní stěnu navazuje 65 metrů vysoká věž se zvonicí a hodinami. Západní průčelí zdobí socha Ježíše Krista s rozetami po stranách, pod kterými je umístěn hlavní portál. Pískovec a žula, použité k vnějším obkladům, pochází z lomů v okolí Neustadtu.

### Interiér
V presbytáři se dochovala původní klenba z konce 15. století. Její tři kamenné svorníky v podobě holubice, Kristovy hlavy a zeměkoule symbolizují Nejsvětější Trojici. Ve středu klenby je zavěšen mosazný svícen, který nese pod okrajem nápis: „Christian Roßler von Breßlau Stiffter dieses Leuchters 1730“ (česky „Christian Roßler z Vratislavi původce tohoto svícnu 1730“). Obě patronské lóže (oratoře) sloužily dřívějším vlastníkům rytířských statků v Langburkersdorfu a Polenzi.

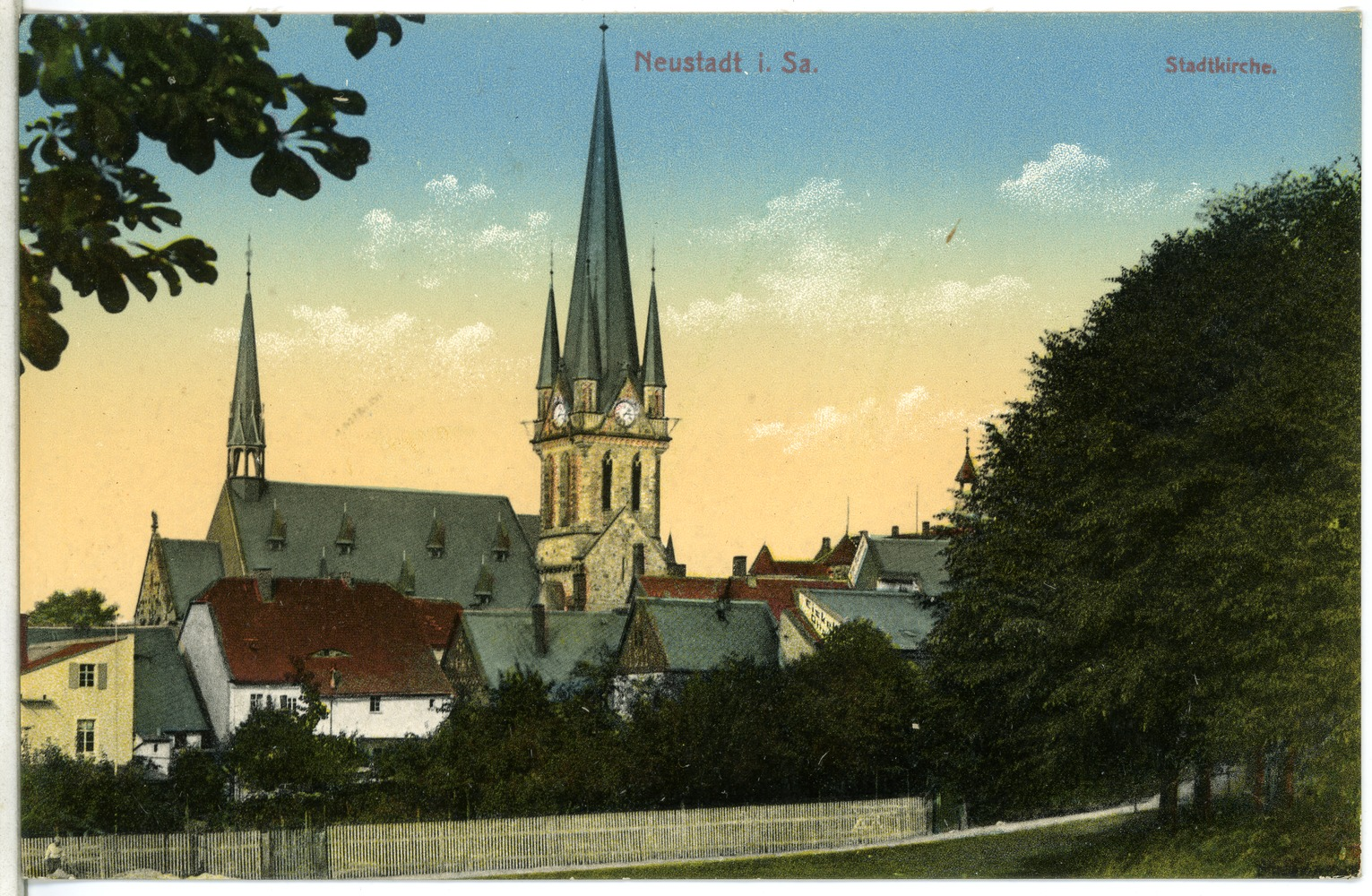
Kostel od jihu na historické pohlednici

Hlavní oltář, kazatelnu, čtecí pult a poklici na křtitelnici vyrobil drážďanský truhlářský mistr Adolf R. Trache. Za vzor pro oltář mu posloužily práce sochařů Razzana a Bäuma. Vrcholová figura zpodobňuje ukřižovaného Ježíše Krista, po jehož stranách stojí jeho matka Panna Marie a nejmladší z apoštolů svatý Jan Evangelista. Kříž zakončují medailony, které symbolizují čtyři evangelisty: člověk (Matouš), býk (Lukáš), lev (Marek) a orel (Jan). Střední pole novogotického oltáře nese reliéf znázorňující Ježíše uzdravujícího nemocné. Na přechodu presbytáře a lodi se nachází tesaná kazatelna, ke které vedou dřevěné schody s kovaným železným zábradlím. Povrch kazatelny zdobí symboly evangelistů, netopýři vystupující z jejích rohů symbolizují prchající moc temnoty. Na konzoli naproti kazatelně stojí socha Krista pocházející z nedochovaného barokního oltáře z roku 1699. Nalevo a napravo od oltářových stupňů jsou umístěny dva renesanční pískovcové epitafy pocházející ze 16. století. Vytvořil je drážďanský kamenosochař Christoph Walther II. (1534–1584). Epitaf na straně kazatelny patří držiteli rytířského statku Heinrichu z Hermdorfu na Polenzi, který zemřel 23. července 1581. Zobrazuje Vzkříšení Krista se spícími strážci a po obou stranách znaky rodičů zemřelého. Naproti se nachází náhrobek paní Anny Wehse, rozené von Ponickau. Nápis na prostřední kartuši sděluje, že Hans Georg Wehse a Anna von Ponickau uzavřeli dne 27. února 1578 sňatek. Mladá žena zemřela patrně při porodu syna nebo na následky šestinedělní horečky.
Předloha pro vitráže pochází od architekta kostela Möckela, výkresy však zpracoval drážďanský malíř Anton Dietrich (1833–1904). Provedení se ujal Anton Schulze z Lipska, který dal okna vyrobit v žitavské dílně „Königlich Sächsischen Hofglasmalerei C. L. Türcke“. Během generální opravy kostela byla okna roku 2006 restaurována. Vitráže zobrazují dvanáct apoštolů, prostřední okno pak znázorňuje třikrát Ježíše Krista: jeho narození, ukřižování a Krista jako vládce světa.

### Varhany
Na západní empoře jsou umístěny varhany (Opus 25) vyrobené v budyšínské dílně Hermann Eule roku 1884. Nástroj disponuje 28 rejstříky ve dvou manuálech o rozsahu C–f''' a jednom pedálu s rozsahem C–d’. Novogotický prospekt v sobě skrývá 1 728 píšťal dlouhých od 15 centimetrů do 5 metrů. Původně měly varhany zvučný, objemný, spíše temný zvuk odpovídající množství hlubokých rejstříků. Roku 1977 byly rozsáhle předisponovány a 16', případně 8' rejstříky nahradily nové s vyššími tóny. Mechanika zůstala původní, jen nohama poháněné měchy nahradil na podlaze umístěný elektromotor.
| Hlavní manuál |                  |      |
| 1.            | Bomhart          | 16'  |
| 2.            | Principal        | 8'   |
| 3.            | Kryt             | 8'   |
| 4.            | Roh kamzičí      | 8'   |
| 5.            | Oktáv            | 4'   |
| 6.            | Flétna trubicová | 4'   |
| 7.            | Švýcarská gamba  | 4'   |
| 8.            | Oktáva           | 2'   |
| 9.            | Flétna jemná     | 1'   |
| 10.           | Kornet           | 2-3x |
| 11.           | Mixtura          | 4×   |
| 12.           | Trumpeta         | 8'   |

| Vrchní manuál |                   |        |
| 13.           | Flétna trubcovitá | 8'     |
| 14.           | Kvintadéna        | 8'     |
| 15.           | Dolce             | 8'     |
| 16.           | Principal         | 4'     |
| 17.           | Flétna trubcovitá | 4'     |
| 18.           | Kvinta            | 2 2/3' |
| 19.           | Lesní flétna      | 2'     |
| 20.           | Terz              | 1 3/5’ |
| 21.           | Kvinta            | 1 1/3’ |
| 22.           | Cimbál            | 3×     |

| Pedál |            |     |
| 23.   | Principal  | 16' |
| 24.   | Subbas     | 16' |
| 25.   | Oktáva     | 8'  |
| 26.   | Kryt       | 8'  |
| 27.   | Choralbass | 2'  |
| 28.   | Pozoun     | 16' |

### Zvony
Od roku 1718 měl kostel čtyři bronzové zvony, které byly zrekvírovány během první světové války. Jako náhradu zakoupila farní obec roku 1919 u zvonařství „Franz Schilling Söhne“ čtyři nové zvony v tónině des', f', as', b'. Tři větší zvony padly za oběť druhé světové válce a ve zvonici tak zůstal jen malý zvon b'. Dne 13. července 1958 však získal kostel nové zvony od firmy „Schilling & Lattermann“. Protože však byly vyrobeny z tvrzené oceli, brzy zkorodovaly. Během poslední rekonstrukce je nahradily nové bronzové od firmy „Kunst- und Glockengießerei Lauchhammer“, požehnané 24. září 2006 a v párech zavěšené do zvonice na původní dubové hlavy.
Přehled zvonů
- První největší zvon ladí do tónu des', byl odlit 17. března 2006 a váží 1 680 kilogramů. Nápis hlásá: O HERR, MACHE MICH ZU EINEM WERKZEUG DEINES FRIEDENS („Ó pane, učiň mě nástrojem svého klidu“).
- Druhý zvon ladí do tónu f', byl odlit 3. března 2006 a váží 852 kilogramů. Nese nápis: CHRISTUS HAT DEM TOD DIE MACHT GENOMMEN („Kristus odebral smrti moc“).
- Třetí zvon ladí do tónu as', byl odlit 31. března a váží 547 kilogramů. Nápis sděluje: DIE AUF DEN HERR VERTRAUEN, SCHÖPFEN NEUE KRAFT („Kdo Pánu důvěřuje, načerpá novou sílu“).
- Čtvrtý nejmenší zvon ladí do tónu b', byl odlit 31. března 2006 a váží 470 kilogramů. Nápis oznamuje: DIENET DEM HERRN MIT FREUDE („Sloužit Pánu s radostí“).

## Fara
Hrázděná budova fary postavená ve stylu saské renesance stojí severovýchodně od kostela. Pochází z roku 1616 a je tak nejstarším domem ve městě. Roku 1699 a znovu v 19. století byla rozšířena, roku 1997 proběhla celková rekonstrukce. Pozoruhodný je renesanční pískovcový portál a náhrobky dvou farářů umístěné ve farní zdi. Je chráněna jako kulturní památka pod číslem 09253488.

## Okolí kostela
Kostel ze tří stran obklopuje park, v jehož jižní části je umístěn jeden ze zvonů vyrobených roku 1958. Jihovýchodním směrem se rozkládá náměstí s barokní budovou radnice z let 1696–1703. Evangelický hřbitovní kostel leží severovýchodním směrem, katolický kostel svaté Gertrudy jižním směrem.

## Galerie

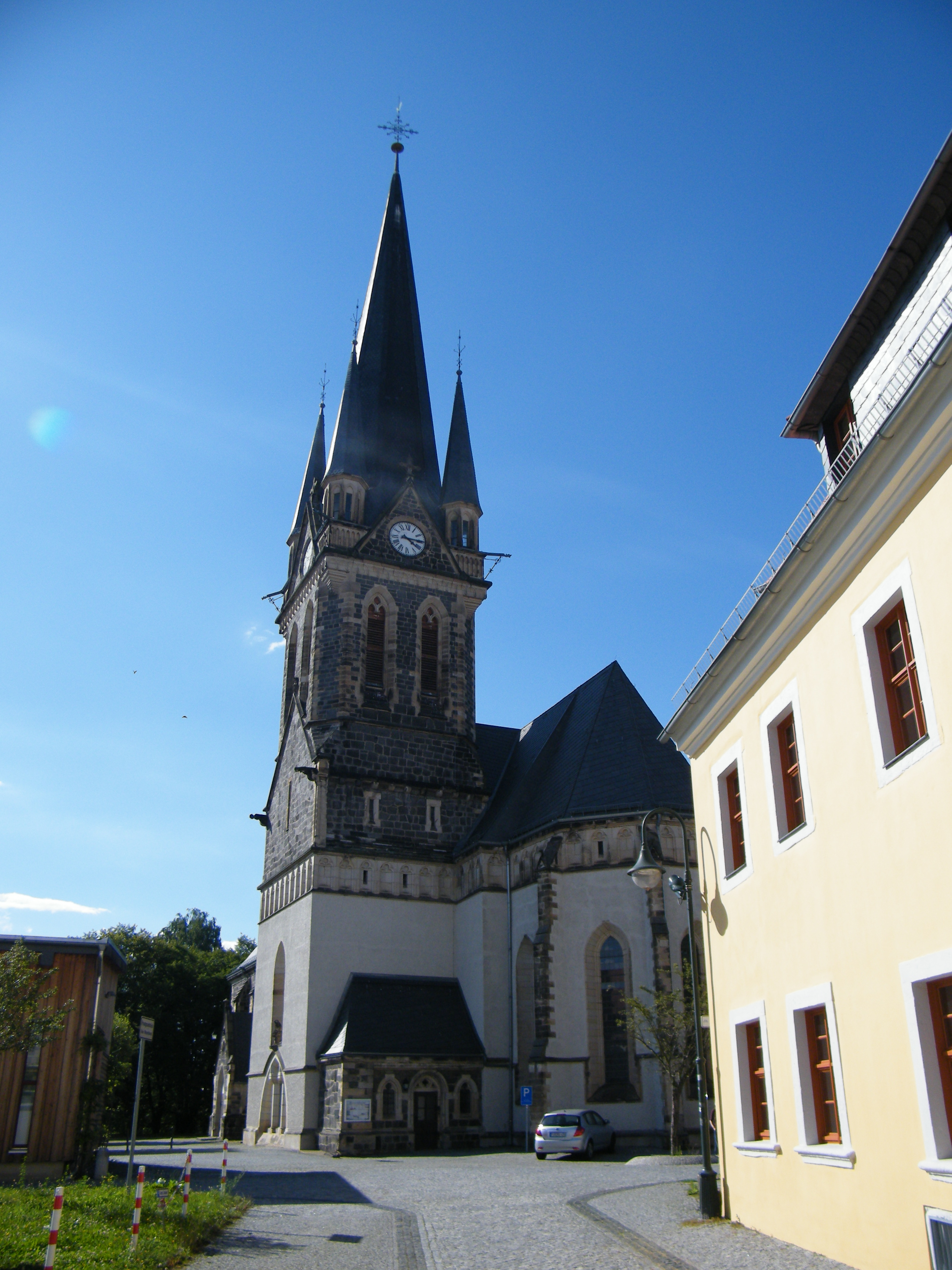
Věž s presbytářem (2016)
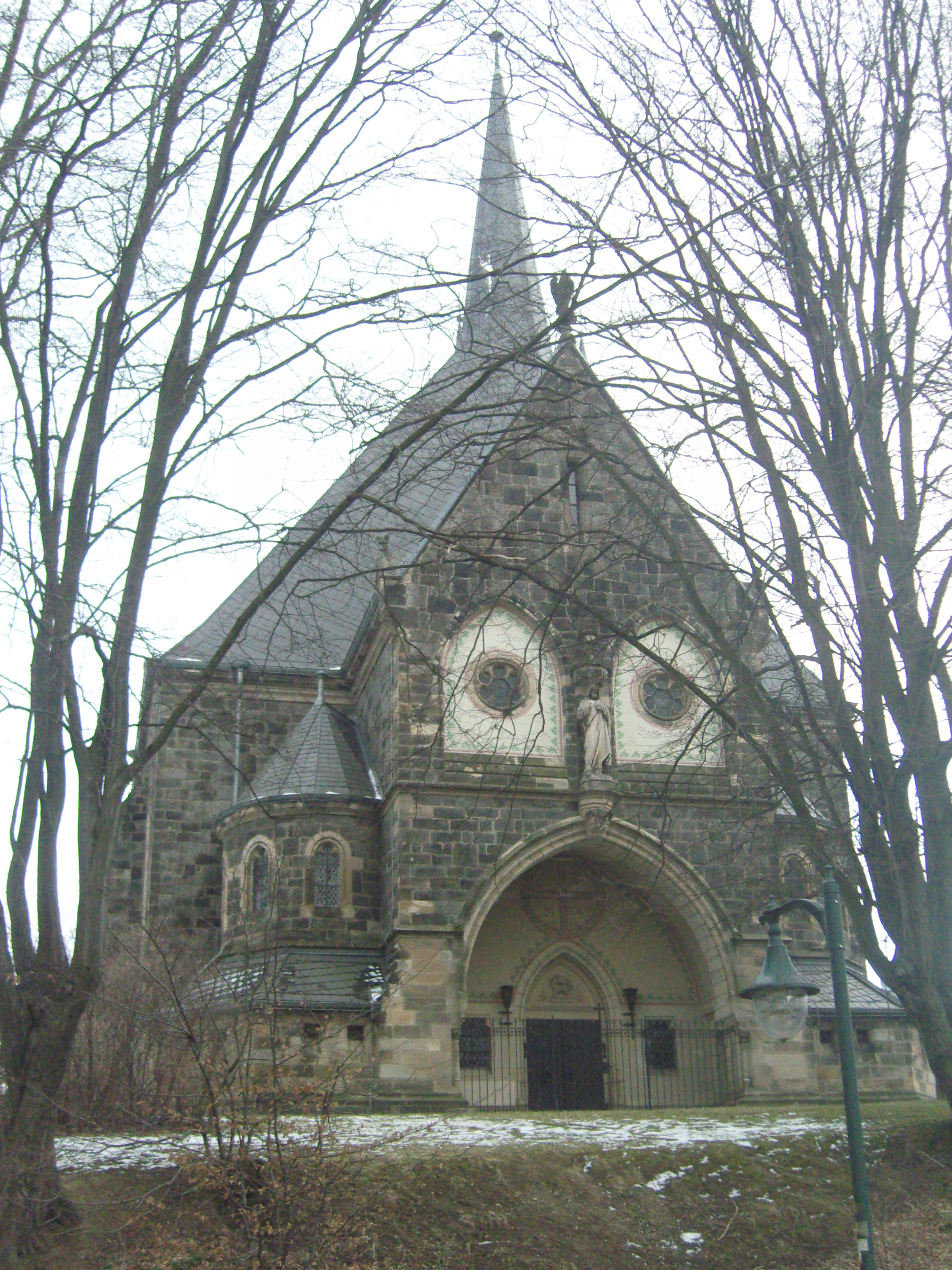
Západní průčelí s hlavním vchodem (2011)
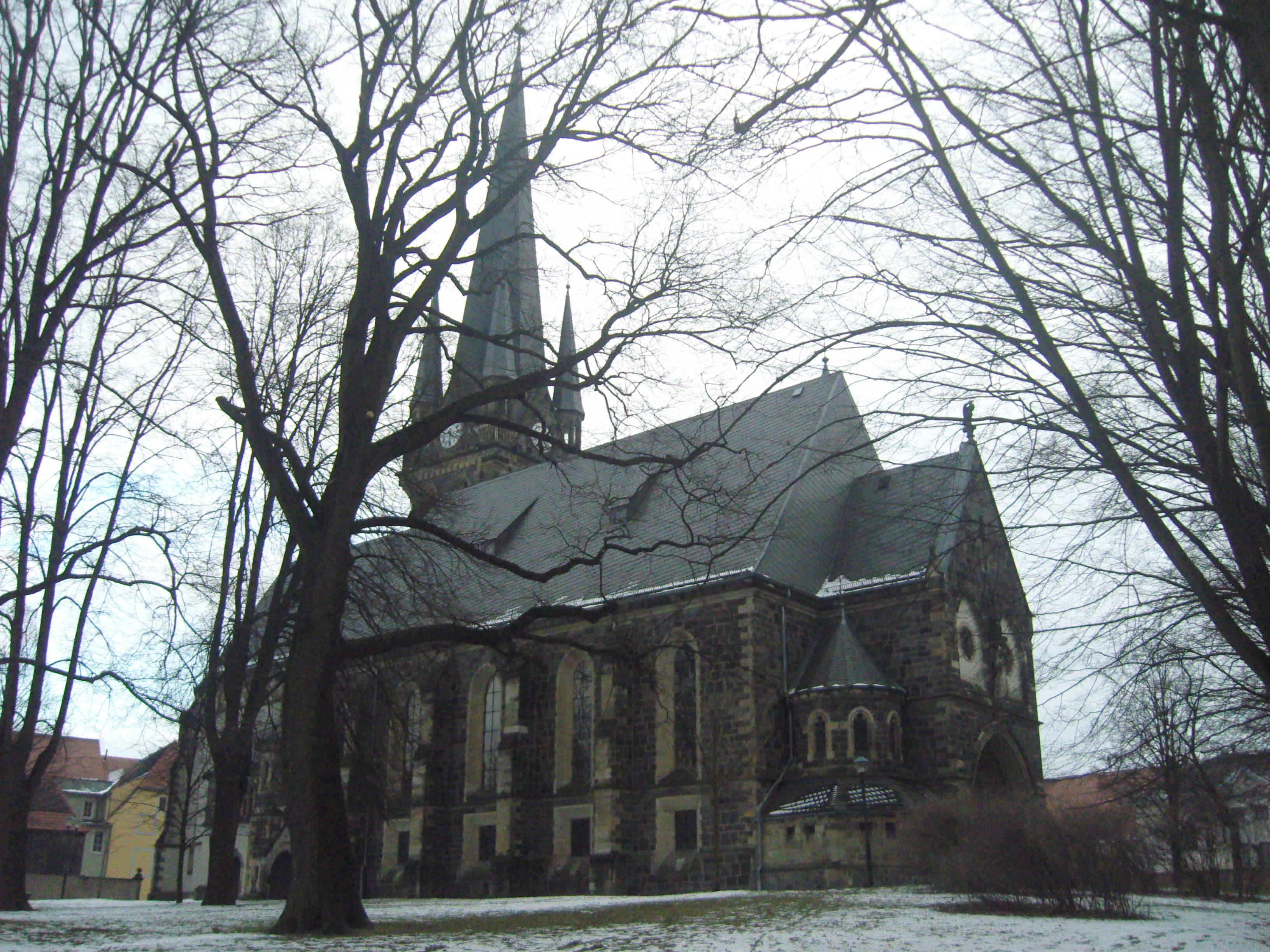
Severní stěna (2011)
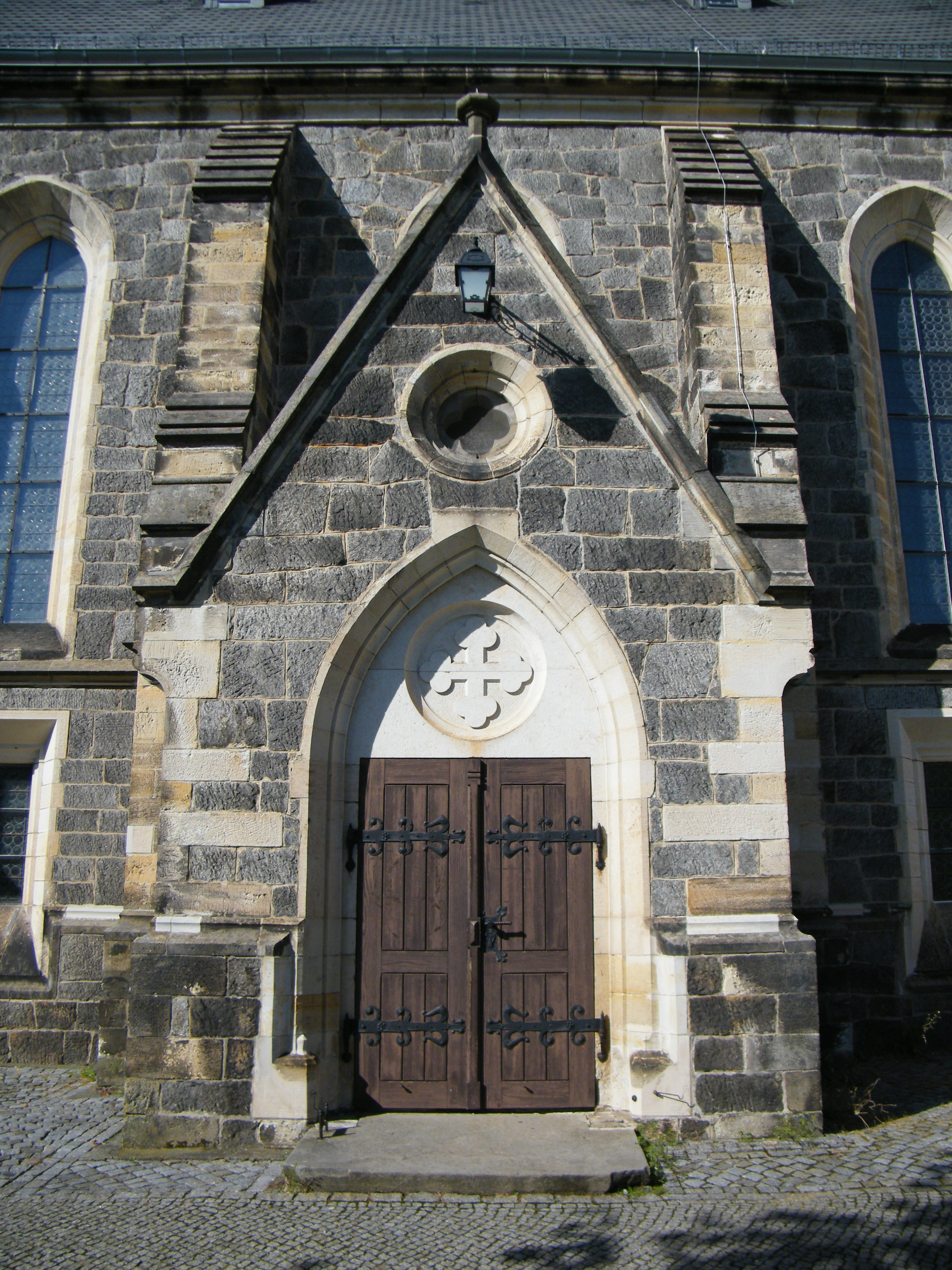
Boční vchod v jižní stěně (2016)
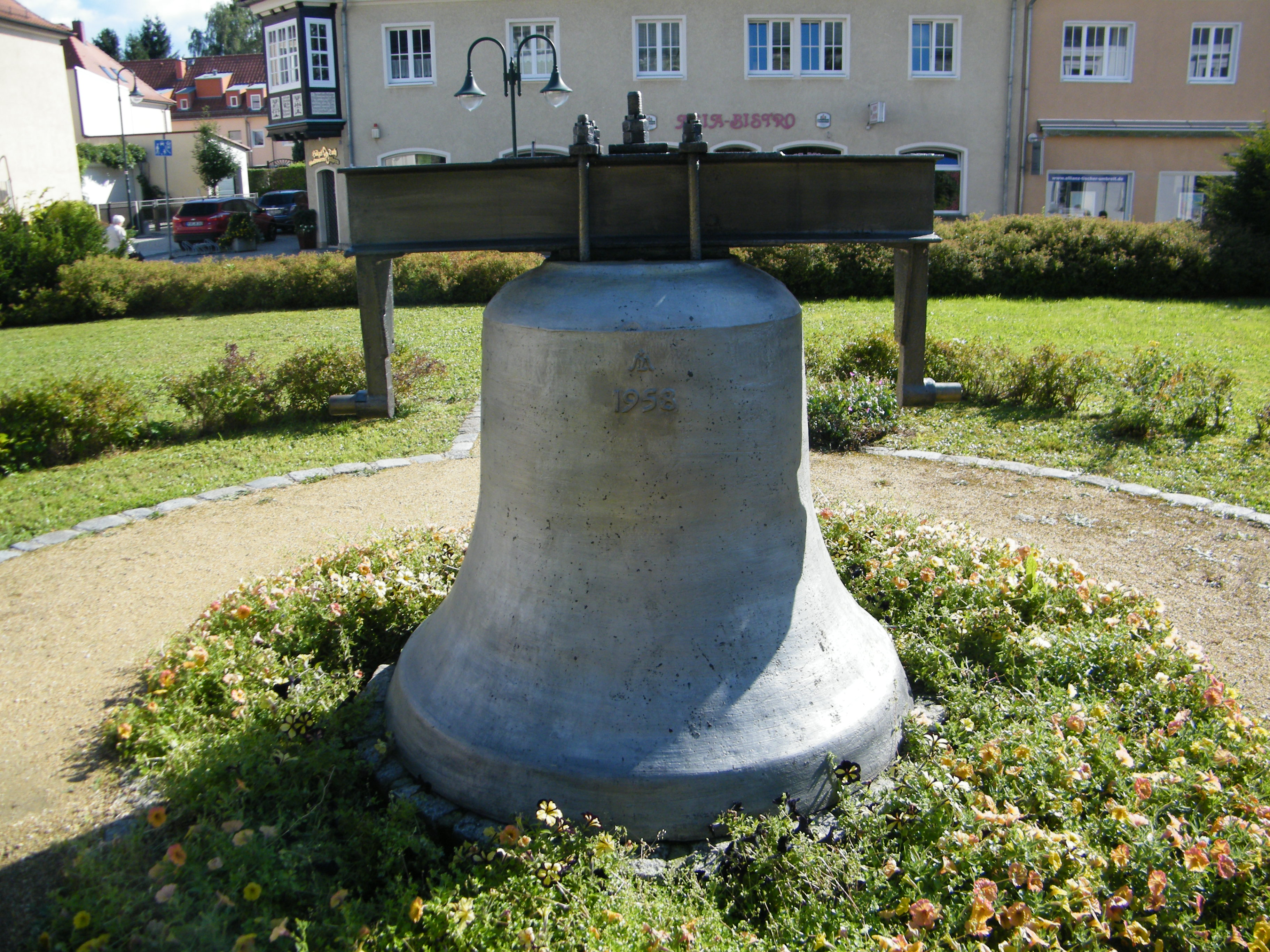
Zvon před kostelem (2016)
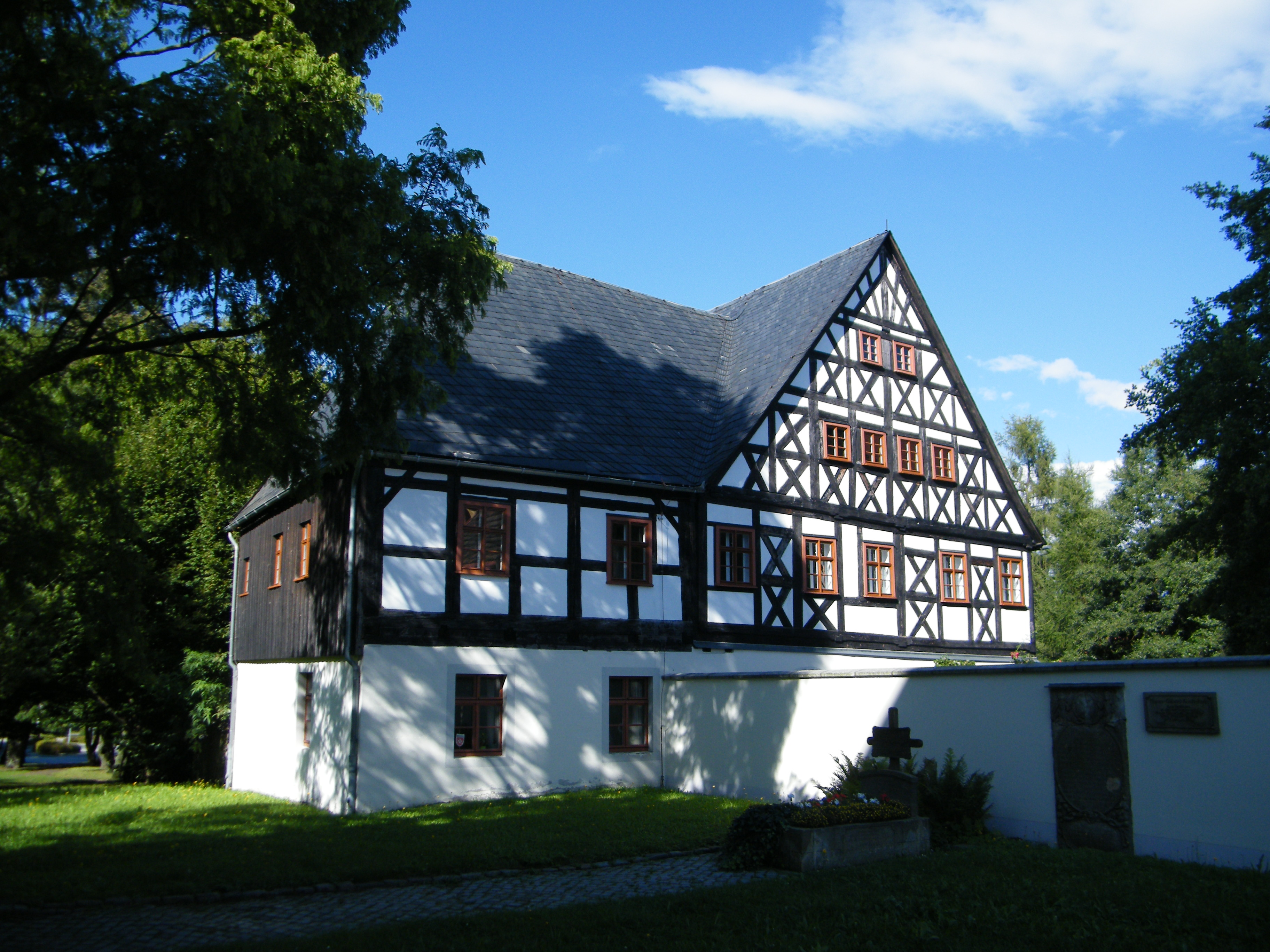
Fara (2016)